# ノーベル賞
ノーベル賞（ノーベルしょう、典: Nobelpriset, 英語: Nobel Prize）は、ダイナマイトの発明者として知られるアルフレッド・ノーベルの遺言に従って創設され、物理学、化学、生理学・医学、文学、平和および経済学の「5分野+1分野」で人類に対して大きな貢献をした人物に贈られる賞である。最初の授与はノーベル財団によって1901年に行われた。
経済学賞だけはノーベルの遺言にはなく、スウェーデン国立銀行の設立300周年祝賀の一環として、ノーベルの死後70年後に当たる1968年に設立されたものである。ノーベル財団は経済学賞（アルフレッド・ノーベル記念経済学スウェーデン国立銀行賞）を「ノーベル賞ではない」としている。

## 沿革

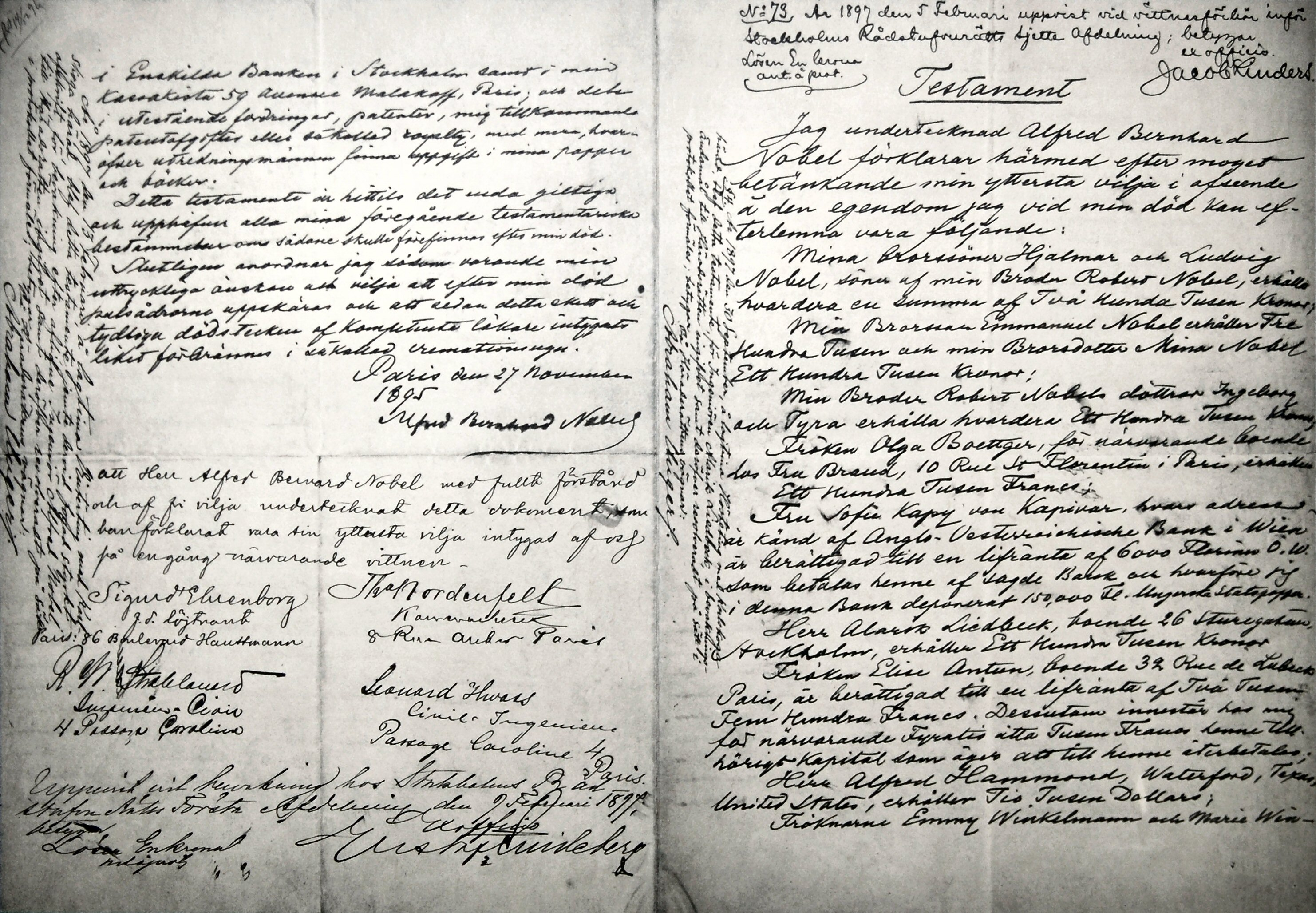
ノーベルの遺言

ノーベル賞は、スウェーデン語では Nobelpris(et)（ノベルプリース/ノベルプリーセット）、ノルウェー語ではNobelpris(en)（ノベルプリース（ン））という。1895年に創設され、1901年に初めて授与式が行われた。一方、ノーベル経済学賞は1968年に設立され、1969年に初めての授与が行われた。
賞設立の遺言を残したアルフレッド・ノーベル（1833年10月21日 - 1896年12月10日）は、スウェーデンの発明家・企業家であり、ダイナマイトをはじめとするさまざまな爆薬の開発・生産によって巨万の富を築いた。しかし、爆薬や兵器を元に富を築いたノーベルには一部から批判の声が上がっていた。1888年、兄のルードヴィがカンヌにて死去するが、このときフランスのある新聞がアルフレッドが死去したと取り違え、「死の商人、死す」との見出しとともに報道した。自分の死亡記事を読む羽目になったノーベルは困惑し、死後自分がどのように記憶されるかを考えるようになった。1896年12月10日に63歳でノーベルは死去するが、遺言は死の1年以上前の1895年11月27日にパリのスウェーデン人・ノルウェー人クラブにおいて署名されていた。
この遺言においてノーベルは、「私のすべての換金可能な財は、次の方法で処理されなくてはならない。私の遺言執行者が安全な有価証券に投資し継続される基金を設立し、その毎年の利子について、前年に人類のために最大たる貢献をした人々に分配されるものとする」と残している。彼がこの遺言のために残した金額は彼の総資産の94パーセント、3100万スウェーデン・クローナに及んだ。周辺の人々はこの遺言に疑いを持ったため、1897年4月26日までこの遺言はノルウェー国会において承認されなかった。その後、彼の遺志を継ぐためにラグナル・ソールマンとルドルフ・リリェクイストがノーベル財団設立委員会を結成し、賞設立の準備を行った。賞の名前はノーベルを記念してノーベル賞とされた。1897年4月には平和賞を授与するためのノルウェー・ノーベル委員会が設立され、6月7日にはカロリンスカ研究所（スウェーデン）が、6月9日にはスウェーデン・アカデミーが、6月11日にはスウェーデン王立科学アカデミーが授与機関に選定されて選考体制は整った。賞の授与体制が整うと、1900年にノーベル財団の設立法令がスウェーデン国王オスカル2世（1905年まで兼ノルウェー国王）によって公布された。同年、科学者のスヴァンテ・アレニウスもノーベル賞の創設に関わり、1901年、スウェーデン王立科学アカデミーの会員に選ばれたが、これには反対の声もあった。その後はノーベル委員会の物理学部門の委員となり、化学部門でも事実上の委員として活動した。彼はその立場を利用して友人（ヤコブス・ヘンリクス・ファント・ホッフ、ヴィルヘルム・オストヴァルト、セオドア・リチャーズ）にノーベル賞を受賞させるよう誘導し、敵対する科学者（パウル・エールリヒ、ヴァルター・ネルンスト）には受賞させないよう画策した（画策は成功しなかった）。1903年、アレニウス自身もスウェーデン人初のノーベル化学賞を受賞した。1905年にノルウェーとスウェーデンは同君連合を解消したが、両国分離後も授与機関は変更されなかった。
ノーベル賞はその歴史と伝統などから権威が高く、ノーベル賞に部門のない分野における権威のある賞が「○○のノーベル賞」と呼ばれたり（ある分野のノーベル賞として知られる賞の一覧を参照）、不可能に近いことやきわめて困難なことの例えに比喩的にノーベル賞が使われたりする（「それができたらノーベル賞を取れる」など）。

## 部門
賞は「生理学・医学賞」「物理学賞」「化学賞」「文学賞」「平和賞」および経済学賞の各部門からなる。
特に自然科学部門のノーベル物理学賞、化学賞、生理学・医学賞の3部門における受賞は、科学分野における世界最高の栄誉であると考えられている。近年は生理学・医学賞と化学賞、物理学賞との境界が曖昧な分野が増えてきている。また世界的に関心の高い分野への受賞など社会的なメッセージともとれる例がある。
経済学賞について、ノーベル財団は同賞をノーベル賞とは認めておらず、この賞を正式名称（「アルフレッド・ノーベル記念スウェーデン国立銀行経済学賞」）または「ノーベル」を冠しない「経済学賞」と呼ぶ。なお、経済学賞の創設後、環境、数学、建築、音楽など様々な分野の関係者から経済学賞と同様に費用を負担するので「ノーベル記念賞」を創設してほしいとの申し出があったが、新設されていない。
複数人による共同研究や、共同ではないが複数人による業績が受賞理由になる場合は、一度に3人まで同時受賞することができる。ただし、同時受賞者の立場は対等とは限らず、受賞者の貢献度（Prize share）に応じて賞金が分割される。なお、性質上「複数人による業績」が考えづらい文学賞は例外で、定数は一度に1人と定められている。また、基本的に個人にのみ与えられる賞であるが、平和賞のみ団体の受賞が認められており、過去に国境なき医師団やICAN（核兵器廃絶国際キャンペーン）などが受賞している。

## 選考

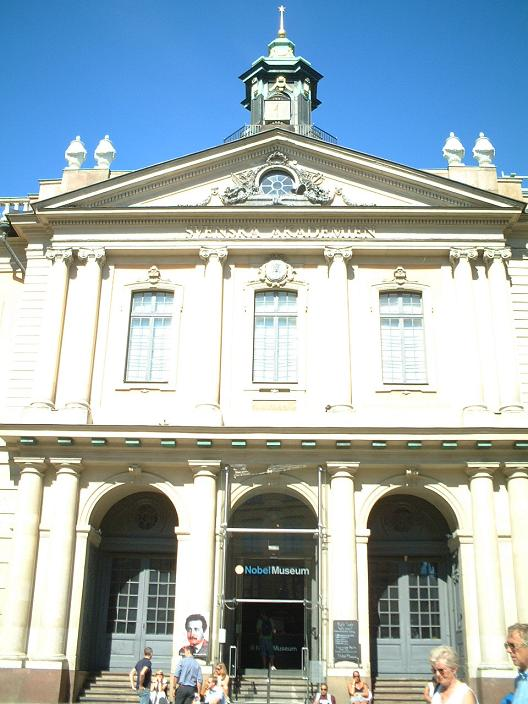
ノーベル文学賞の決定機関であるスウェーデン・アカデミー（2005年8月）

選考は「物理学賞」「化学賞」「経済学賞」の3部門についてはスウェーデン王立科学アカデミーが、「生理学・医学賞」はカロリンスカ研究所（スウェーデン）が、「平和賞」はノルウェー・ノーベル委員会が、「文学賞」はスウェーデン・アカデミーがそれぞれ行う。
ノーベル賞の選考は秘密裏に行われ、その過程は受賞の50年後に公表される。よって「ノーベル賞の候補」というものは公的には存在しないことになるが、「いつか受賞するだろう」と目される人物が各分野に存在するのも事実である。トムソン・ロイター社は旧トムソン時代から毎年独自にノーベル賞候補を選定発表しており、2017年以降は同事業を引き継いだクラリベイト・アナリティクスがクラリベイト・アナリティクス引用栄誉賞としてノーベル賞候補を選定発表している。これは近年の論文の引用数などから算出したものである。ただし、ノーベル賞はアカデミズムにおいて業績の評価がある程度定着してから決定されることが多いため、必ずしもこの基準で賞が決まるわけではない。最終選考は発表日当日に行われることが慣例になっており、マスコミの事前予測が難しい所以である。

## 資格
1973年までは、受賞者の候補に挙げられた時点で本人が生存していれば、故人に対して授賞が行われることもあった。例としては、1931年の文学賞を受賞したエリク・アクセル・カールフェルト、1961年の平和賞を受賞したダグ・ハマーショルドが授賞決定発表時に故人であった。
1974年以降は、授賞決定発表の時点で本人が生存していることが授賞の条件とされている。2011年には、医学生理学賞に選ばれたラルフ・スタインマンが授賞決定発表の3日前に死去していたことがのちに判明し、問題となった。ただし、授賞決定発表のあとに本人が死去した場合には、その授賞が取り消されることはない。スタインマンの場合はこの規定に準ずる扱いを受けることになり、特別に故人でありながらも正式な受賞者として認定されることが決まった。

## 授賞式

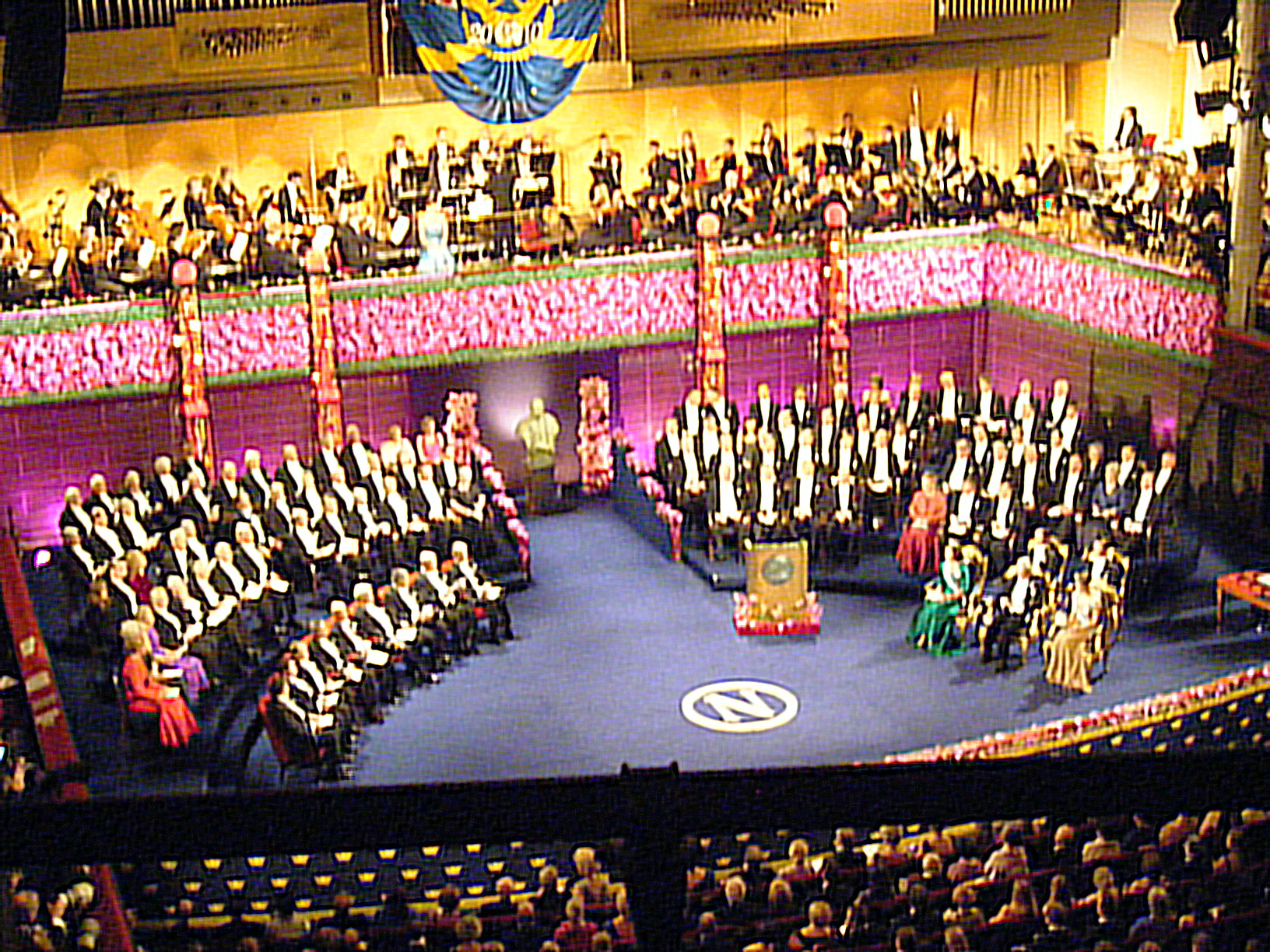
ストックホルム・コンサートホールでの授賞式（2010年）

授賞式は、ノーベルの命日である12月10日に、「平和賞」を除く5部門はストックホルム（スウェーデン）のコンサートホール、「平和賞」はオスロ（ノルウェー）の市庁舎で行われ（古くはオスロ大学の講堂で行われた）、受賞者には、賞金の小切手、賞状、メダルがそれぞれ贈られる。
2020・21年は、新型コロナウイルス感染症（COVID-19）の世界的流行の影響により、授賞式は招待を行わずオンライン形式で実施し、受賞者は自国でメダルと賞状を授与する方式に変更された。
2022年、ロシアのウクライナ侵攻を受けて、同年の授賞式にロシアやロシアを支持するベラルーシ、さらに人権問題と反政府デモ抑圧などを理由にイランの駐在大使を招待しなかったが、翌2023年の授賞式にノーベル財団は同年8月31日、「世界がどんどん分断され、異なる意見を持つ者の対話が減っている。こうした傾向に対抗したい」としてロシア、ベラルーシ、イランを含むノルウェー、スウェーデンに駐在するすべての大使を招待することを声明で発表していた。しかし、この決定にスウェーデンやウクライナを中心に世界各国から反発の意見が上がったこともあり、2日後の同年9月2日、財団は「スウェーデンでの強い反応が、（財団の）メッセージを覆い隠してしまった」として、ロシア、ベラルーシ、イランの授賞式招待を撤回した。一方、オスロで行われる平和賞の授賞式は「すべての大使を招待することになる」とした。

### 晩餐会・舞踏会
授賞式終了後、平和賞以外はストックホルム市庁舎（1930年まではストックホルムのグランドホテルの舞踏室）で、スウェーデン王室および約1,300人のゲストが参加する晩餐会が行われる。王室、受賞者などが階段を上がり、2階の別室へと退場したあと晩餐会は散会となり、そのまま2階のゴールデンホールという大きな部屋で舞踏会が始まる。平和賞の晩餐会はオスロのグランドホテルで行われ、こちらにはノルウェーの国会、首相および2006年以降はノルウェーの国王夫妻を含めた約250人が招かれている。1979年の平和賞の晩餐会は、受賞者のマザー・テレサが「貧しい人にお金を使ってください」として出席を辞退、開催を中止させ、晩餐会に使うはずだった7,000USドルの費用はインドのコルカタ（旧名：カルカッタ）の2,000人のホームレスへのクリスマスの夕食に使われた。晩餐会が中止になった最初の例で、前述の通り2020・21年は新型コロナウイルス感染症（COVID-19）の世界的流行の影響により、晩餐会などの関連行事も中止となった。
1991年にノーベル賞90周年事業の一環として、晩餐会に使う食器類をすべてスウェーデン製に置き換えようとしたが、カトラリーだけはその複雑なデザインゆえに仕上げ研磨ができる技術が国内になく、カトラリーのデザインを担当したゴナ・セリンが懇意にしていた新潟県燕市の山崎金属工業に依頼した。食器類など授賞式に使う調度品は、普段は厳重に鍵のかかった倉庫に保管されており、ノーベル賞の晩餐会にのみ使用される。晩餐会で使用されるカトラリーセットは「ノーベルデザインカトラリー」として一般向けにも販売されている。
平和賞以外のドレスコードは燕尾服（平和賞は授賞式は背広型スーツ、晩餐会はタキシード)もしくはナショナルドレス（民族衣装）であるため、川端康成や本庶佑は紋付羽織袴で出席している。

### その他のイベント
受賞者は受賞後にノーベル・レクチャーと呼ばれる記念講演を行うのが通例になっている。その後、受賞者はストックホルム大学やストックホルム経済大学などの大学の学生有志団体が毎年持ち回りで行うパーティーに出席し、そこで大学生らと希望する受賞者はさらなる躍進を願って一斉に「蛙跳び」をするのが慣例となっている。

## 授与
受賞者へは賞状とメダルと賞金が与えられる。受賞者に与えられる賞金は、ノーベルの遺言に基づき、彼の遺産をノーベル財団が運用して得た利益を原資としている。ただし「経済学賞」は1968年に創設され1969年から授与されたが、その原資はスウェーデン国立銀行の基金による。
ノーベル賞の賞金は、過去幾度も変動してきた。ノーベルは遺産を安全な有価証券にすることを指定しており、このため得られる利子額は長年にわたって低いものであり、賞金もそれに連動して設立当初より相対的に低い額にとどまっていた。こうした状況は1946年にノーベル財団が免税となったことと、1950年代に株式への投資が解禁されたことによって改善され、1990年代には設立当初の賞金レベルを回復した。2001年から現在まで賞金額は1000万スウェーデン・クローナ（約1億円）である。しかしスウェーデンのノーベル財団は2012年6月11日の理事会で、過去10年間にわたって運用益が予想を下回ったことなどを理由として、2012年のノーベル賞受賞者に贈る賞金を2割少ない800万スウェーデン・クローナ（約8900万円）とすることを決めた。2017年900万、2020年1000万、2023年1100万スゥエーデン・クローナ。
日本においては経済学賞以外のノーベル賞の賞金は所得税法第9条第1項第13号ホにあるように、所得税は非課税となっている。これは、1949年に湯川秀樹が日本人として初のノーベル賞を受賞した際に、賞金への課税について論争が起こったのを受けて改正されたものである。なお、経済学賞が非課税の対象にならないのはその賞金がノーベル財団ではなくスウェーデン国立銀行から拠出されているためである。2025年現在は日本人の受賞者はいないが、財務省では受賞者が出れば議論が起きるだろうとしている。アメリカ合衆国など国によっては課税対象となるため、記者会見で賞金の使い道を聞かれたジェームズ・P・アリソン（アメリカ国籍）は「税金を払わなければいけない」と答えたのに対し、共同受賞した本庶佑は「私は税金を払う必要が無い」とユーモアで答えている。同様に赤﨑勇・天野浩と共に受賞した中村修二はアメリカ国籍を取得していたため、1人だけ課税されている。

## メダル

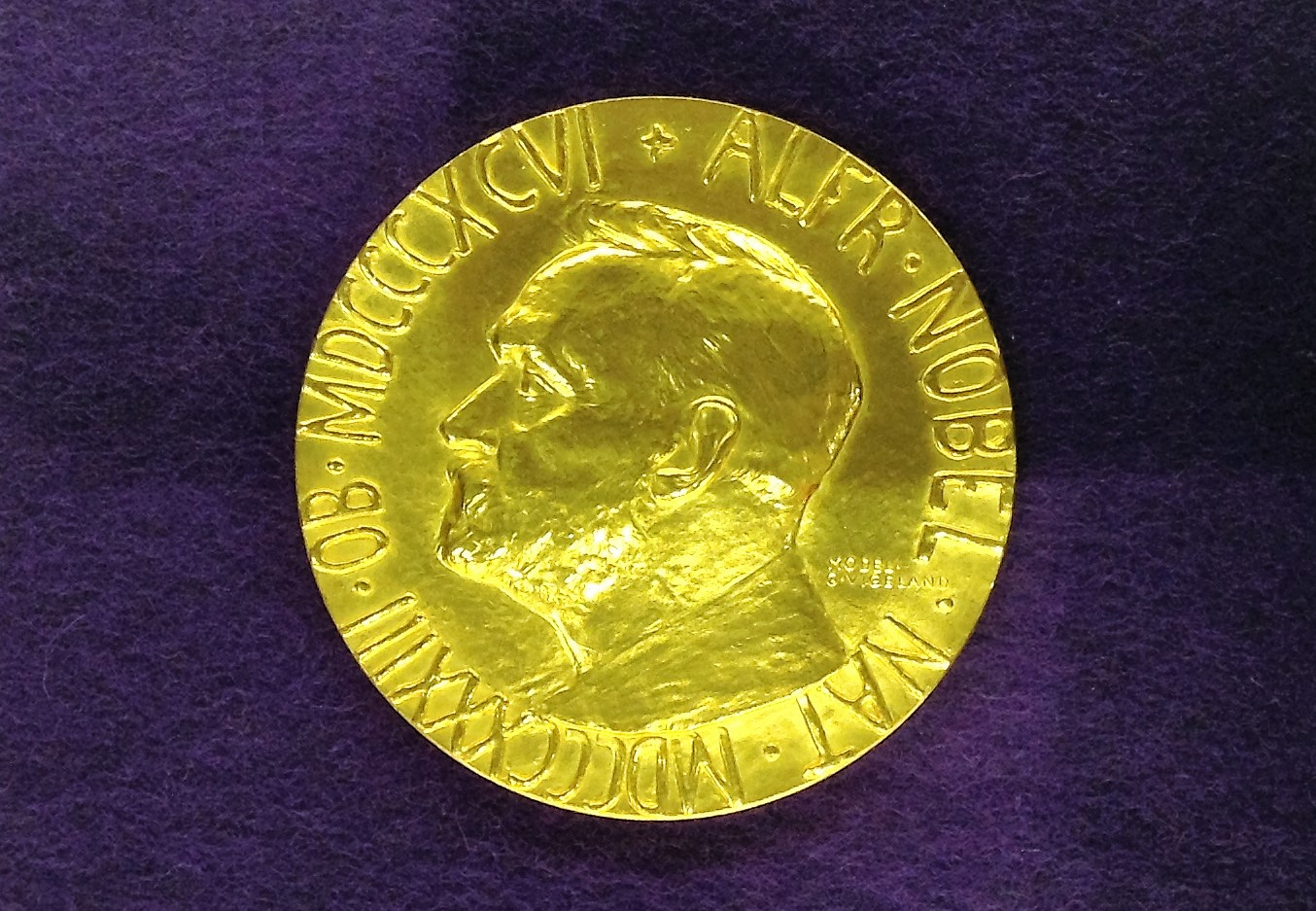
1974年のノーベル平和賞の金メダル

受賞時に渡されるメダルは1902年から使用され、ノーベル財団によって商標登録されている。1901年の第1回受賞時にはメダルが間に合わなかったため、第2回からの授与となっている。
メダルには表面にアルフレッド・ノーベルの肖像（横顔）と生没年が記されている。表面のデザインは物理学賞、化学賞、生理学・医学賞、文学賞では同じであるが、平和賞と経済学賞では若干異なる。裏面のデザインは賞によって異なるが、物理学賞と化学賞では共通のデザインで、自然の女神のベールを科学の女神がそっと外して横顔を覗いているデザインとなっている。1980年以前のメダルは24Kの純金であったが、落としただけで曲がってしまったり、傷がつきやすいということもあり、現在では18Kを基材として、24Kでメッキした金メダルが使用されている。重量は約200グラム、直径約6.6センチ。
メダルのレプリカは、受賞者本人が上限を3個として作成してもらうことが許可されている。
2010年までは、スウェーデン政府の機関が制作していたが、予算削減のため2011年からノルウェーの企業に委託されることになった。しかし国内での製造を望む国民の要望が多かったため、2012年からスウェーデンの民間企業で製造されることが決定した。
ガムラスタンにあるノーベル博物館には、ノーベル賞のメダルを模した「メダルチョコ」が売られており、観光客だけではなく授賞式に訪れた受賞者本人も土産として購入するという。益川敏英はこのチョコレートを600個も買い込んで話題となった。
受賞者がメダルを売却する事例もあり、1962年に生理学・医学賞を受賞しフランシス・クリックは死後の2013年、共同受賞者のジェームズ・ワトソンは経済的な理由から2014年、2021年に平和賞を受賞したドミトリー・ムラトフ所有のメダルが2022年、それぞれオークションを通じて第三者に譲渡された。

## 科学史としてのノーベル賞
前述のようにノーベル賞の自然科学分野における受賞者は欧米の研究者を中心としており、1920年代に日本人の山極勝三郎がノミネートされた際には、選考委員会で「東洋人にはノーベル賞は早すぎる」との発言があったことも明らかになっている。また、元国連大使の松平康東は、1930年代に呉建がノミネートされた際には日本が枢軸国であったことで受賞に至らなかったとしている。欧米以外の国で研究活動を行った非欧米人では、1930年にインド人のチャンドラセカール・ラマンが物理学賞を受賞したのが最初である。日本人である湯川秀樹（1949年受賞）、朝永振一郎（1965年受賞）らがやはり物理学賞で受賞している。

## 受賞条件と辞退
ノーベル賞は受賞者が自然人の場合、「本人が生存中」が受賞条件だが、かつてはノミネート時点で生存していれば受賞決定時に死亡していてもよいこととされており、そのケースに当てはまる受賞者には、1931年文学賞のエリク・アクセル・カールフェルトと、1961年平和賞のダグ・ハマーショルドがいる。1973年から、10月の各賞受賞者発表時点で生存している必要があるが、その後死亡しても取り消されないことになり、その規定により1996年経済学賞のウィリアム・ヴィックリーは授賞式前に亡くなっても受賞が取り消されなかった。2011年生理学・医学賞のラルフ・スタインマンは受賞者発表の直後に当人が3日前に死亡していたことが判明したが、これには受賞決定後に本人が死去した場合と同様の扱いをし、変更なく賞が贈られることになった。
辞退
これまでにノーベル賞の受賞を辞退したのは、以下の通りである。
- ジャン＝ポール・サルトル（1964年文学賞辞退） - 公的な賞はどれも辞退してきた。
- レ・ドゥク・ト（1973年平和賞辞退）- ベトナムにまだ平和が訪れていないからという理由で辞退
- ゲルハルト・ドーマク（1939年生理学・医学賞辞退） - ナチス政府の圧力
- リヒャルト・クーン（1938年化学賞辞退） - ナチス政府の圧力
- アドルフ・ブーテナント（1939年化学賞辞退） - ナチス政府の圧力
- ボリス・パステルナーク（1958年文学賞辞退） - ソ連政府の圧力

ドーマクは戦後の1947年、クーン、ブーテナントは1949年、パステルナークは没後に遺族が賞を受け取ったとされているため、最終的に受け取らなかったのは前者2名である。

## 評価と論争
ノーベルの遺言により、平和賞の選定はスウェーデンの機関ではなくノルウェー国会に委任されている。理由は諸説ありはっきりしないが、当時のスウェーデンとノルウェーは同君連合を組んでいたこと、そして当時のノルウェーには自主的外交権がなかったために平和賞の選考には常に中立性が期待できたことなどが理由と考えられている。
1929年の生理学・医学賞はビタミンB1の発見によりオランダのクリスティアーン・エイクマンに贈られているが、エイクマンは米ぬかの中に脚気の治癒に効果のある栄養素（ビタミン）が存在することを示唆したにすぎず、実際にその栄養素をオリザニンとして分離・抽出したのは日本の鈴木梅太郎である。
1926年の生理学・医学賞は寄生虫によるガン発生を唱えたデンマークのヨハネス・フィビゲルに贈られ、同時期に刺激説を唱えていた山極勝三郎が受賞を逃している。後年、フィビゲルの説は限定的なものであるとして覆されている。
ポルトガルのエガス・モニスはロボトミー手術を確立したことで1949年の生理学・医学賞を受賞しているが、ロボトミーは効果が限定的であるにもかかわらず副作用や事故が多く、またその後向精神薬が発達したこともあり、現在では臨床で使われることはない。モニス自身も実験的な手術を行っただけで、臨床に導入してはいなかった。
文学賞は、過去には歴史書や哲学書の著者にも贈られたことがあったが、1953年にイギリス首相のウィンストン・チャーチルが自著『第二次世界大戦回顧録』を理由に文学賞を受賞したことで選考対象の定義をめぐる論争が起こった。結局これ以降、2016年にアメリカのシンガーソングライター・ミュージシャンのボブ・ディランが受賞するまで純文学の著者による受賞が続くことになる。
戦争を起こした当事者が平和賞を受賞したこともある。キャンプ・デービッド合意によりエジプトとイスラエルの間に和平をもたらしたことが評価され、1978年の平和賞はエジプトのアンワル・サダト大統領とイスラエルのメナヘム・ベギン首相に贈られたが、そもそもその仲介役としてアメリカの重い腰を上げさせるために第四次中東戦争を企画し、イスラエルへの奇襲作戦を主導したのはそのサダト自身だった。結果的にサダトの狙いは的中したが、これは外交手段の一環として引き起こした戦争を恒久的平和にまで持ち込むことに成功した稀な例となった。一方、サダトとベギン両首脳に実に12日間にもわたってワシントンD.C.郊外の大統領保養地キャンプ・デービッドを自由に使わせ、難航する和平会談の成功に奔走したアメリカのジミー・カーター大統領が、この両首脳とともに平和賞を受賞しなかったことに対しては疑問を唱える声が各方面から上がった。そのカーターには2002年になって「数十年間にわたり国際紛争の平和的解決への努力を続けた」ことなどを理由に、遅ればせながらの平和賞が贈られている。
平和賞は圧政下における反体制派のリーダーに贈られることがあることから、受賞者の国の政府から反発を受けることがよくある。その例として、ナチス・ドイツの再軍備を批判したカール・フォン・オシエツキー、ソ連の際限ない核武装を批判したアンドレイ・サハロフ、中国に軍事占領されたチベットの亡命政権を代表するダライ・ラマ14世、ポーランド民主化運動を主導した「連帯」のレフ・ワレサ、南アフリカの人種隔離政策を批判したデズモンド・ツツ主教、ミャンマー軍事政権の圧政とビルマ民主化を訴えたアウンサンスーチー、中国の人権侵害を批判し民主化を訴えた劉暁波などが挙げられる。
1958年に文学賞を受賞したボリス・パステルナークは、ソ連政府の圧力により授賞辞退を余儀なくされた。それでもノーベル委員会は彼に一方的に賞を贈っている。
1925年に文学賞を受賞したバーナード・ショーは、ノーベル賞について「ダイナマイトを発明したのは、まだ許せるとしても、ノーベル文学賞を考え出すなんて言語道断だ」「殺生と破壊の手段であるダイナマイトを発明して金を儲けたノーベルの罪も大きいが、世界の人材を序列化するノーベル賞を作ったのは最もゆるせない罪だ」などと皮肉し、受賞するまでに何度も受賞を拒んだことがある。

## 3通の遺言
ノーベルの遺言は3通ある。書かれた年次は、順に1889年、1893年、1895年である。1889年の初めて書かれた遺言は破棄されている。
1893年に書かれた2通目は、最も形式が整ったものである。具体的な金額が盛り込まれておらず、遺産分配の割合が記されていた。親類・仕事仲間・友人らへ20パーセントを与え、協会や研究所などに16パーセントを寄付し、残りの64パーセントを基金の設立のためにストックホルムの科学アカデミーに移譲するという内容であった。
- 16パーセント枠にオーストリア平和協会が入っており、「平和運動推進のため」使うよう明記されていた。ベルタ・フォン・ズットナーに宛てた言葉と考えられている。
- 64パーセント枠について、（生理学と医学を除く分野で）業績を残した者に利子を与えること、そして、受賞要件とはしないが、欧州平和裁判所の設立に関して、政府や国家の偏見と、著作や行動で果敢に戦う者は、候補として推挙すること、なお、選考で国籍や性別を問わないことが記されている。

1895年に書かれた3通目は、ノーベルが翌年夏、ストックホルム・エンシルダ銀行に保管した。2通目以前を無効とする旨が明記されているが、2通目との違いは大きく分けて2点ある。1つは個人相続分が具体的な金額で示され、結果として2通目と比べた総額は実質的に3分の1程度に縮小された点である。内訳は次の通り。なお、兄ロベルトの子供たち4人その他には生前にそれぞれ2万クローナが振り込まれた。
- 甥ヤルマル：20万クローナ
- 甥ルードヴィ：20万クローナ
- 甥エマヌエル：30万クローナ
- ゾフィー・ヘス：年金として26000フローリン
- オルガ・ボットゲァー嬢（ゾフィーの妹）：10万クローナ
- アラリック・リードベック：10万クローナ
- エリーセ・アンツン嬢：年金として2500フラン
- アルフレッド・ハモンド：1万ドル
- エミー・ウィンケルマン嬢：15万マルク
- マリエ・ウィンケルマン嬢：15万マルク
- 家政婦のゴーシャー婦人：10万フラン
- 召使アウグスト・オスワルド：年金として1,000フラン
- アウグストの妻アルフォンセ・オスワルド：1,000フラン
- 元庭師ジャン・レコツ：年金として300フラン
- 郵便局員デッソル夫人：年金として300フラン
- ジョルジュ・ファーレンバック：1899年1月まで毎年5,000フラン

2通目との相違における第2点は、文学賞、医学賞、平和賞の選考主体を新たに指定した点である。これらの選考がスウェーデン王立科学アカデミーには難しいとノーベルが考えていたことが推測されている。
なお、3通目の終わりで指名された遺言執行人は、ラグナル・ソールマンとルドルフ・リリェクイストの2人である。

## 候補者の予想
2017年以降、クラリベイト・アナリテイクスは、同社が運営する代表的なサイテーションインデックス（学術文献引用データベース）のWeb of Scienceの情報に基づいて、ノーベル賞の有力候補者の予想としてクラリベイト・アナリティクス引用栄誉賞を発表している。2011年のノーベル賞においては、自然科学系の3賞と経済学賞の受賞者9人全員が、過去にトムソン・ロイター引用栄誉賞（現：クラリベイト・アナリティクス引用栄誉賞）で候補に挙げられていた。

## 賞に関する記録
- ノーベル賞を2度受賞した人・団体
  - マリ・キュリー（1903年に物理学賞、1911年に化学賞）
  - ライナス・ポーリング（1954年に化学賞、1962年に平和賞）
  - ジョン・バーディーン（1956年と1972年に物理学賞）
  - フレデリック・サンガー（1958年と1980年に化学賞）
  - 国際連合難民高等弁務官事務所（1954年と1981年に平和賞）
  - バリー・シャープレス（2001年と2022年に化学賞）
- ノーベル平和賞を3度受賞した団体
  - 赤十字国際委員会（1917年、1944年、および1963年）
- 夫婦でノーベル賞を受賞した組
  - ピエール・キュリーとマリ・キュリー
  - フレデリック・ジョリオ＝キュリーとイレーヌ・ジョリオ＝キュリー
  - カール・コリとゲルティー・コリ
  - グンナー・ミュルダールとアルバ・ライマル・ミュルダール
  - マイブリット・モーセルとエドバルド・モーセル（受賞後に離婚）
  - アビジット・V・バナジーとエスター・デュフロ
- 夫婦で共同受賞した組
  - ピエール・キュリーとマリ・キュリー（1903年物理学賞）
  - フレデリック・ジョリオ＝キュリーとイレーヌ・ジョリオ＝キュリー（1935年化学賞）
  - カール・コリとゲルティー・コリ（1947年生理学・医学賞）
  - マイブリット・モーセルとエドバルド・モーセル（2014年生理学・医学賞）
  - アビジット・V・バナジーとエスター・デュフロ（2019年経済学賞）
- 親子でノーベル賞を受賞した組
  - ピエール・キュリー、マリ・キュリーとイレーヌ・ジョリオ＝キュリーの親子
  - ジョゼフ・ジョン・トムソンとジョージ・パジェット・トムソンの父子
  - ヘンリー・ブラッグとローレンス・ブラッグの父子
  - ニールス・ボーアとオーゲ・ニールス・ボーアの父子
  - マンネ・シーグバーンとカイ・シーグバーンの父子
  - アーサー・コーンバーグとロジャー・コーンバーグの父子
  - ハンス・フォン・オイラー＝ケルピンとウルフ・スファンテ・フォン・オイラーの父子
  - スネ・ベリストロームとスバンテ・ペーボの父子
- 親子で共同受賞した組
  - ヘンリー・ブラッグとローレンス・ブラッグ（1915年物理学賞）
- 兄弟でのノーベル賞を受賞した組
  - ヤン・ティンバーゲンとニコ・ティンバーゲンの兄弟
- 叔父-甥の関係でノーベル賞受賞
  - チャンドラセカール・ラマンとスブラマニアン・チャンドラセカール
- 最年少ノーベル賞受賞者
  - マララ・ユスフザイ（2014年に17歳で平和賞受賞）
  - ローレンス・ブラッグ（1915年に25歳で物理学賞受賞）
  - フレデリック・バンティング（1923年に32歳で生理学・医学賞受賞）
  - フレデリック・ジョリオ＝キュリー（1935年に35歳で化学賞受賞）
  - ラドヤード・キップリング（1907年に42歳で文学賞受賞）
  - エスター・デュフロ（2019年に46歳で経済学賞受賞）
- 最年長ノーベル賞受賞者
  - ジョン・グッドイナフ（2019年に97歳で化学賞受賞）
  - アーサー・アシュキン（2018年に96歳で物理学賞受賞）
  - レオニード・ハーヴィッツ（2007年に90歳で経済学賞受賞）
  - ドリス・レッシング（2007年に88歳で文学賞受賞）
  - ペイトン・ラウス（1966年に87歳で生理学・医学賞受賞）
    - カール・フォン・フリッシュ（1973年に87歳で生理学・医学賞受賞[注 4]）

  - ジョセフ・ロートブラット（1995年に87歳で平和賞受賞）
- （受賞の決め手となる功績から）最短記録
  - バラク・オバマ - 2009年4月にプラハで行った「核のない世界」への包括的構想の発表から約半年後の2009年に受賞[注 5]
- （受賞の決め手となる功績から）最長記録
  - ペイトン・ラウス - 発がん性ウイルスの発見の約55年後の1966年に受賞
  - エルンスト・ルスカ - 電子顕微鏡の開発の約55年後の1986年に受賞
- ノーベル賞とオリンピックのメダルを両方受賞した人
  - フィリップ・ノエル＝ベーカー（1920年アントワープオリンピックの陸上競技1500m走で銀メダル受賞、1959年平和賞受賞）
- ノーベル賞とイグノーベル賞を両方受賞した人
  - アンドレ・ガイム（2000年イグノーベル物理学賞受賞、2010年ノーベル物理学賞受賞）
- ノーベル賞とアカデミー賞を両方受賞した人
  - ジョージ・バーナード・ショー(1938年アカデミー脚色賞受賞、1925年ノーベル文学賞受賞)
  - ボブ・ディラン(2001年アカデミー歌曲賞受賞、2016年ノーベル文学賞受賞)

## ノーベル数学賞がない理由
ノーベル賞に数学部門が存在しない理由として、スウェーデンの著名な数学者ヨースタ・ミッタク＝レフラーがノーベルの妻を奪ったことを根に持ったためだとする俗説があるが、そもそもノーベルは生涯独身であった。
しかし、数学賞がない原因がミッタク＝レフラーとの確執にあるという噂は、文献による証拠がないものの事実である可能性がある。
実際、1890年にミッタク＝レフラーがソーニャ・コワレフスカヤへの資金的援助をノーベルに頼んだとき、ノーベルはこれを断っている。またノーベルの1883年の遺書には自身の遺産の一部をミッタク＝レフラーのいたStockholms Högskola（のちのストックホルム大学）にも渡すように書いていたが、1896年に最終版の遺書を書いたときにはこの記述を削除した。Högskolaの学長を勤めたオットー・ペテルソンとスヴァンテ・アレニウスの推測によれば、ノーベルの遺書からこの記述が削除されたのは、ノーベルがミッタク＝レフラーを嫌っていたためである。
当時の人々によるミッタク＝レフラーの性格に関する評価は肯定的なものではない。
数学者のフィールズも2人の確執はありそうな話だとしているが、フィールズ自身はミッタク＝レフラーと親しく、このことがフィールズ賞の設立につながったのではないかとする意見もある。
このような経緯があったにもかかわらず、ミッタク＝レフラーはマリ・キュリーのノーベル物理学賞受賞に貢献している。女性への偏見が強かったフランス科学アカデミーは彼女のノーベル賞への推薦を意図的に削除したが、ミッタク＝レフラーが彼女を強く推したため、彼女はノーベル賞を受賞する運びとなったのである。詳細はマリ・キュリー#女性としてを参照。
その他にノーベル数学賞がない理由として提唱されている説に、仮にノーベル数学賞を設けていたら当時数学先進国だったドイツとフランスに受賞者が偏ってしまうため、ノーベルがそれを危惧して設けなかったと言う説もある。